# Kwon Young-se
Kwon Young-se (en coreano: 권영세; 24 de febrero de 1959) es un político y diplomático surcoreano que actualmente se desempeña como ministro de Unificación desde mayo de 2022 y como miembro de la Asamblea Nacional por la circunscripción capitalina de Yongsan. Es miembro del Partido del Poder Popular y ha sido descrito como un conservador moderado dentro de su partido. Fue diputado anteriormente en la Asamblea Nacional por la circunscripción también capitalina de Yeongdeungpo desde 2002 hasta 2012.

## Biografía
Kwon Yeong-se nació el 4 de febrero de 1959 en el seno de una familia obrera de Seúl, capital de Corea del Sur. Se graduó de la Facultad de Derecho de la Universidad Nacional de Seúl y obtuvo su certificado como letrado en 1983. Más tarde recibiría una maestría en administración pública por la Escuela Harvard Kennedy.

## Carrera profesional
Kwon consiguió un puesto de fiscal público y comenzó a trabajar en el área de Seúl desde la década de 1980 hasta 2002, año en el que su ingreso en la política hizo incompatible su cargo con su profesión.

## Carrera política
Kwon fue nominado por el entonces Gran Partido Nacional como diputado por el distrito electoral de Yeongdeungpo B, puesto que el candidato electo en las elecciones del año 2000, Kim Min-seok, había dimitido para presentarse a las elecciones a alalce de la ciudad de Seúl. Kwon fue elegido con el 54,9 % de votos. Fue reelegido por el mismo distrito en las elecciones de 2004 y en las de 2008. Sin embargo, no consiguió revalidar el cargo en las elecciones de 2012, por lo que quedó fuera de la Asamblea Nacional.

### Fuera de la Asamblea Nacional
Durante el tiempo en el que no fue diputado de la Asamblea, apoyó activamente la campaña presidencial de Park Geun-hye de cara a las presidenciales de 2012. Con la victoria de Park en los comicios y su nombramiento como presidenta, Kwon fue destinado como embajador de Corea del Sur en China a comienzos de 2013. Sirvió por dos años como embajador, hasta que en 2015 fue sustituido por Kim Jang-soo y volvió a Corea del Sur.
Tras su regreso a Corea del Sur, volvió a alinearse con el Partido Saenuri para las legislativas de 2016, presentándose por ese partido en su antigua circunscripción de Yeongdeungpo B, aunque no consiguió derrotar a Shin Kyoung-min, que revalidó su representación por el distrito.

### Nuevamente en activo
En las elecciones legislativas de 2020, Kwon ganó al candidato demócrata Kang Tae-woong en la elección electoral del distrito de Yongsan, volviendo a ser diputado de la Asamblea NAcional ocho años después, aunque en esta ocasión se presentó por el Partido del Poder Popular.
El 13 de mayo de 2022 fue nombrado para dirigir el Ministerio de Unificación, el órgano ejecutivo surcoreano que se encarga de las relaciones diplomáticas con el Norte en busca de la reunificación de Corea.